# ヘリパッド

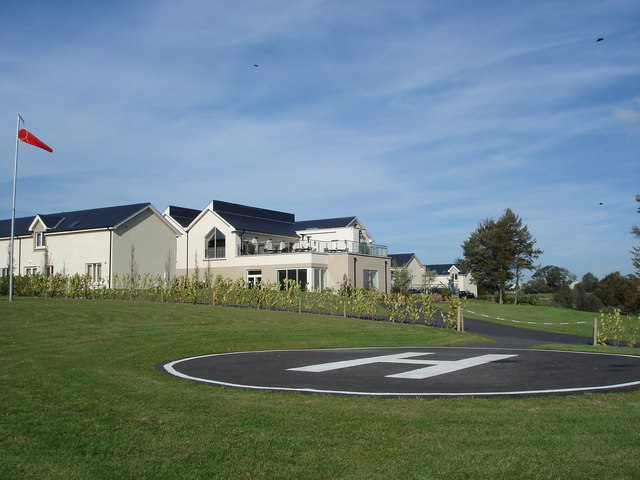
イギリスにあるヘリパッド

ヘリコプターランディングパッド（ヘリパッド、英語: helipad）とはヘリコプターが離着陸する場所もしくはプラットフォームである。ヘリ発着場 (ヘリはっちゃくじょう) ともいう。ヘリコプターは多様な比較的平坦な表面上で離着陸することが可能で、造成されたヘリパッドにはヘリコプターが安全に離着陸するために障害物から離れた硬い表面上に明確なマークが描かれる。
ヘリコプターを始め、ハリアーに代表される垂直離着陸機（VTOL）や、オスプレイに代表されるパワード・リフト航空機などに使用される大きめのヘリパッドは、垂直離着陸飛行場（vertiport）と呼ばれるが、単にヘリパッドと呼ぶことが多い。
ヘリコプター型のラジコンやマルチコプター型のドローンなどでもシート状の物を広げて離着陸位置を明確にする事で安全性を高めたり、砂塵の舞い上げを抑える目的で利用される事がある。

## 使用
ヘリパッドは燃料や航空交通管制、航空機のための整備施設があるヘリポートや空港に設置することができる。
いくつかの超高層建築物の屋上ではエアタクシーサービスに対応するために、一部の基本的なヘリパッドは高層ビルで大火災が発生した時の避難のために造成されている。多くの警察署もヘリコプター (en) の基地としてのヘリポートにある専用のヘリパッドを使用することができる。巨大な船や石油プラットフォームにも甲板上にヘリパッドを設置していることもある（一般的にヘリコプターデッキもしくはヘリデッキと称される）。
病院では、メディカル・エヴァキュエーションや航空救急による外傷治療の医療関係者への患者の輸送や地元に必要な救急医療のレベルを持つ病院や医療施設が無い遠隔地から搬送される患者の受け入れに対応するためにヘリパッドを配備していて、都市部では基本的に病院の屋上に配備されている。
屋上ヘリパッドには2桁の番号が印字されているが、これは離着陸場の許容重量（千ポンド単位）を表している。加えて、フィート単位の最大ローター直径を表すために2番目の番号を印字することがある。
ヘリパッドには常にではないが位置識別子が該当する航空当局によって指定されることが多い。アメリカ合衆国では連邦航空局、国際民間航空機関、カナダ運輸省が指定する。一部のヘリパッドは複数の組織からの位置識別子を指定されているが、それらの識別子は形式や名前が異なることがある。

## 建設
建設は一般的に上空からよく見えるコンクリート上に円やアルファベットのHを印字する。しかし、常にコンクリート上とは限らず、森林火災の消防隊が遠隔地で供給物資を受け取るために一時的な使用として樹木に囲まれた狭い場所にヘリパッドを造成することがある。リグマットでもヘリパッドを造成して使用することが可能である。また、氷上など極限環境でも造成することができる。
世界一標高の高い場所にあるヘリパッドはインドのシアチェン氷河にあって海抜21,000フィート（6,400メートル）で。世界一規模の大きいヘリパッドはルイジアナ州モーガン市で46ものヘリパッドがある。

## ポータブルヘリパッド
ポータブルヘリパッドとは頑丈なフレームでできた構造を持つヘリパッドで、地形のある場所、河川敷、湿地帯、20度から30度の傾斜がある場所にヘリコプターを離着陸させるために使用される。洪水や山岳、雪崩の救助を行うチーム、山岳担当の国営チーム、防衛のための軍事作戦、ガスパイプラインを持つオイル・ガス企業、鉱業などで重宝されている。また、エネルギー関連施設（主に地形のある場所にある風車）でも活用される。近くに障害物がない場所のようなヘリコプターが着陸したい場所に設置するためにヘリコプターはポータブルヘリパッドを持ち上げることもできる。様々な地形に対応するために伸縮自在な柱があり、ヘリコプターが一度着陸したらパイロットは今後の離着陸を可能にするために柱を固定することができる。救急医療においてはヘリコプターが離着陸するために高速道路上に設置することができる。

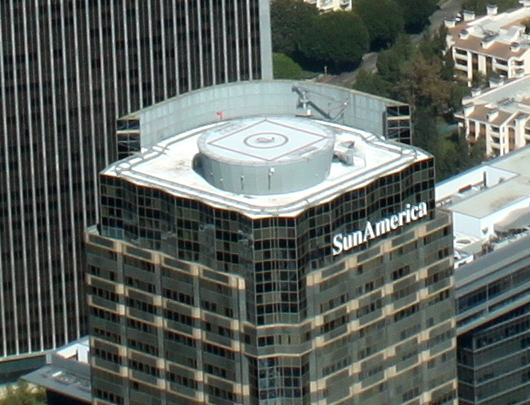
アメリカ合衆国カリフォルニア州センチュリーシティーのサンアメリカセンター（英語版）屋上にあるヘリパッド
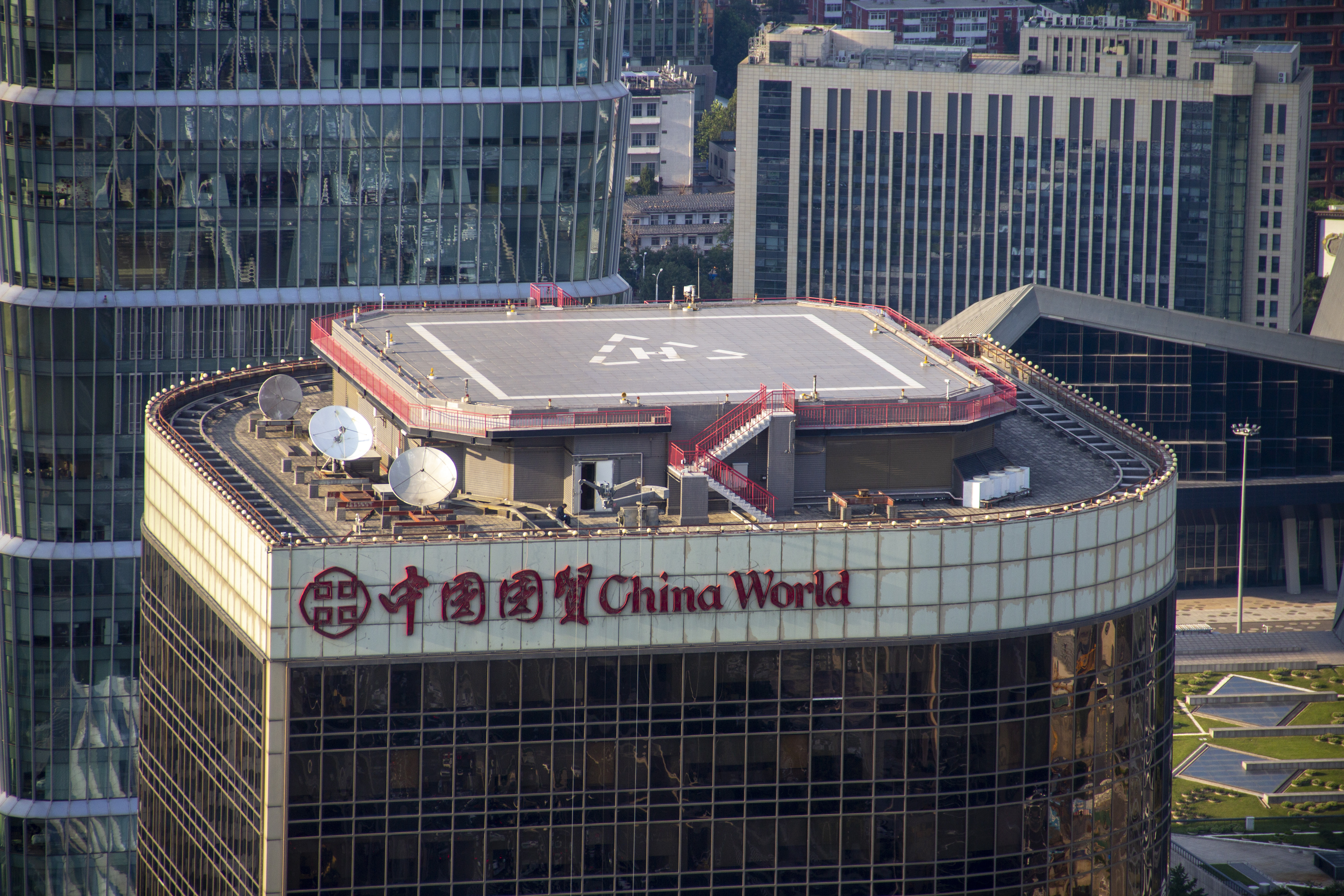
中国国際貿易センターのビル屋上にあるヘリパッド
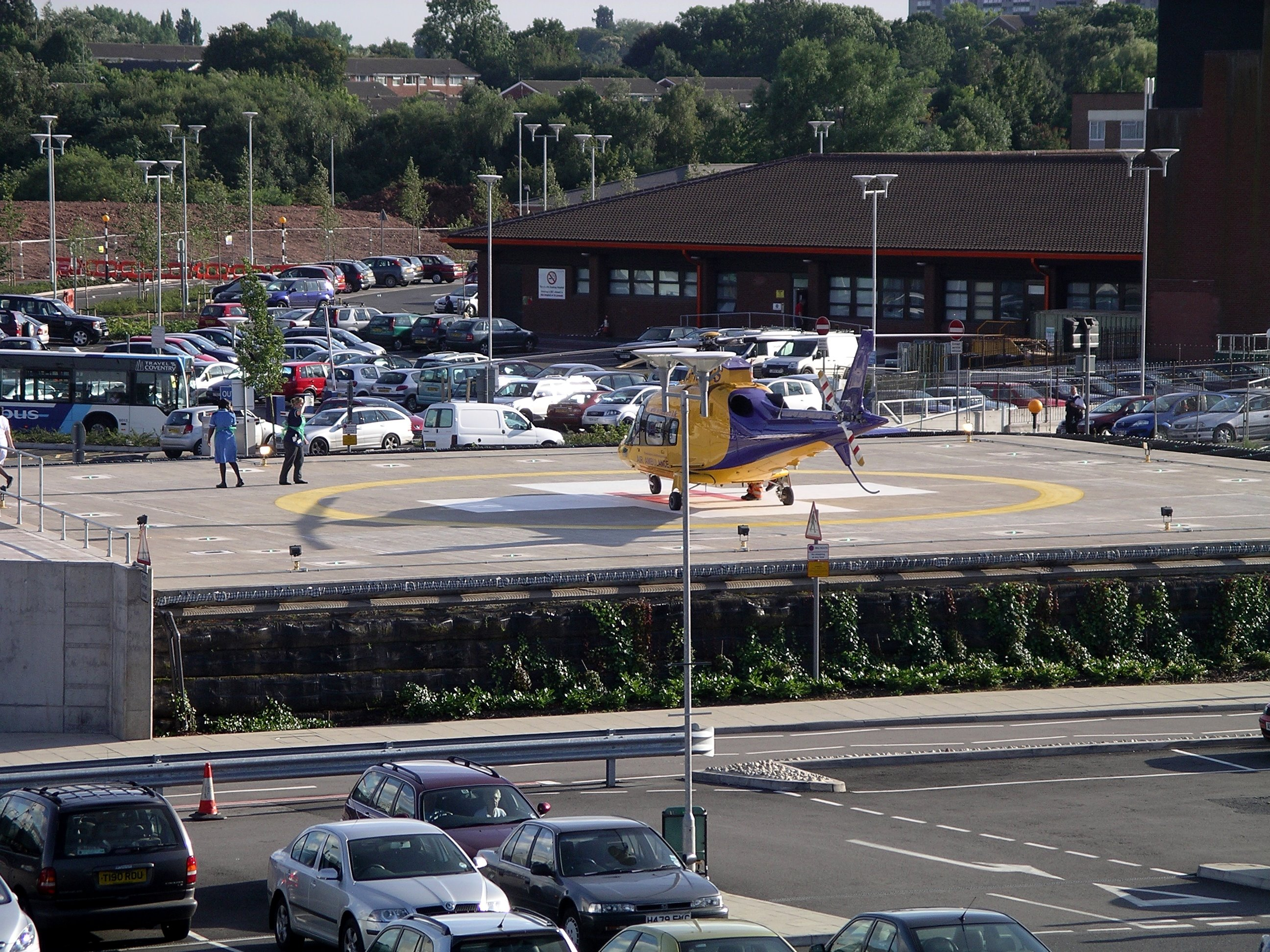
イングランドのコベントリー大学病院（英語版）にあるメインヘリパッド
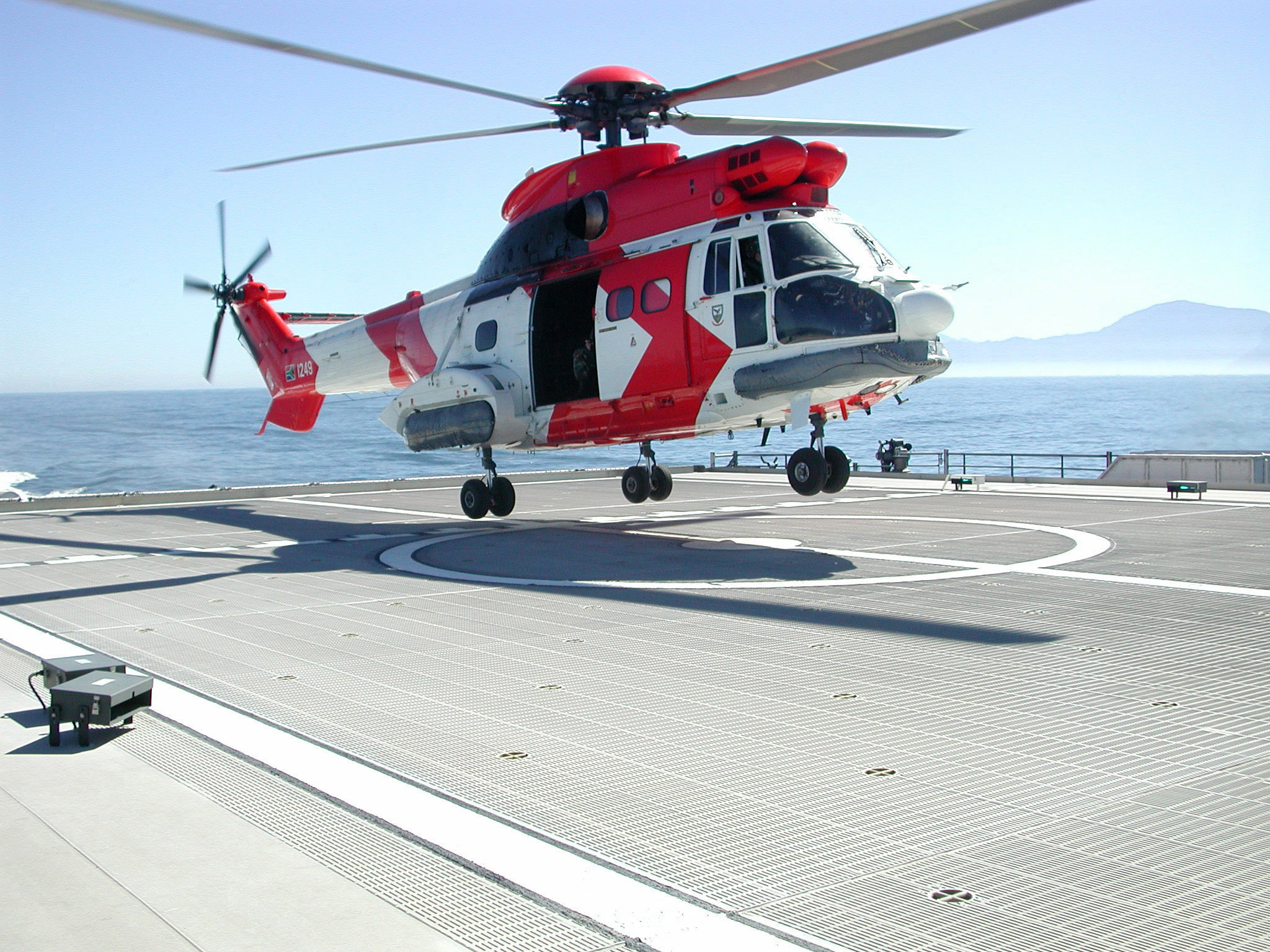
双胴高速輸送船スウィフトの甲板にあるヘリデッキに着陸するヘリコプター
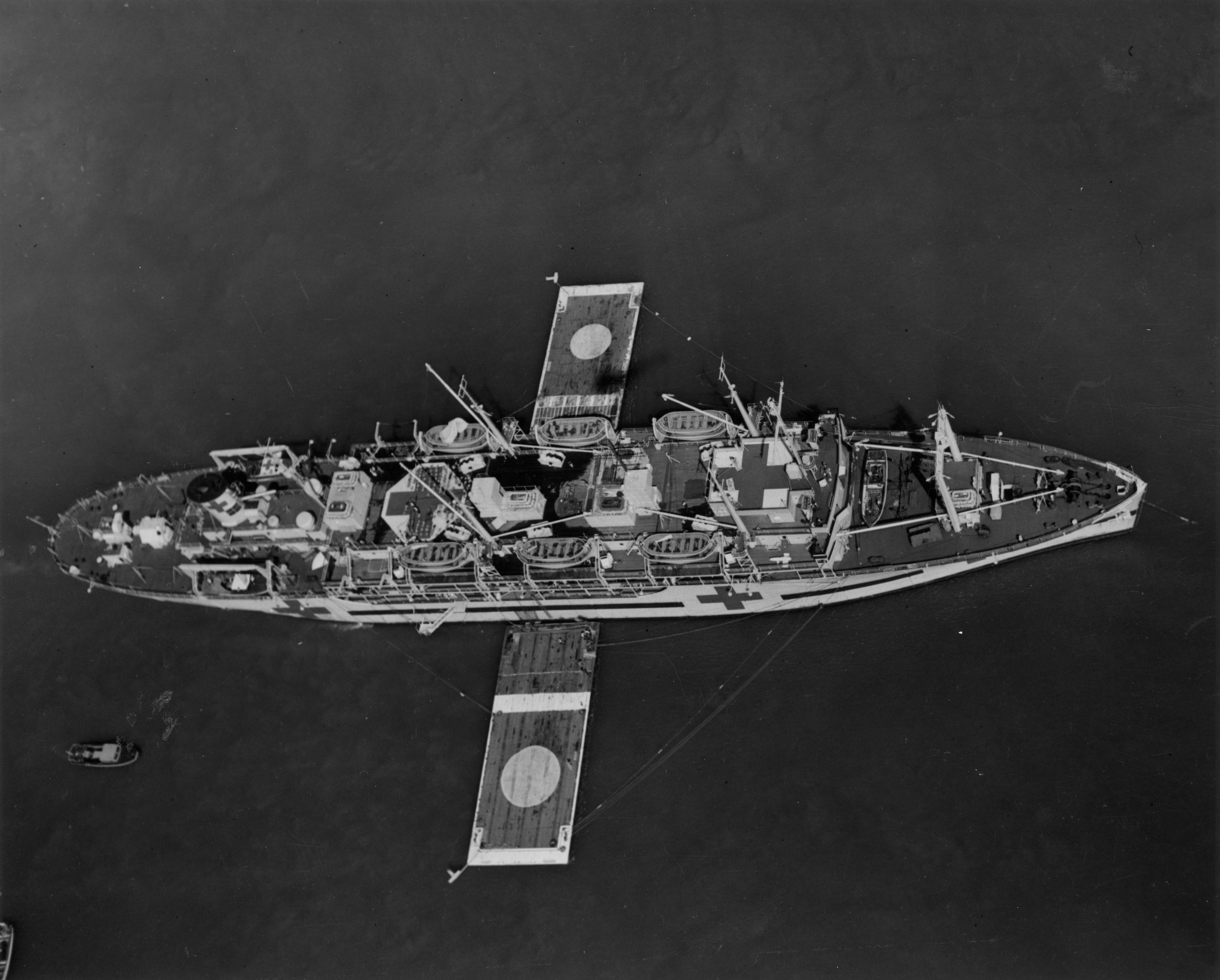
朝鮮戦争負傷者を輸送するヘリコプターを待つ病院船ニューヘヴン（AH-12）の浮遊ヘリパッド
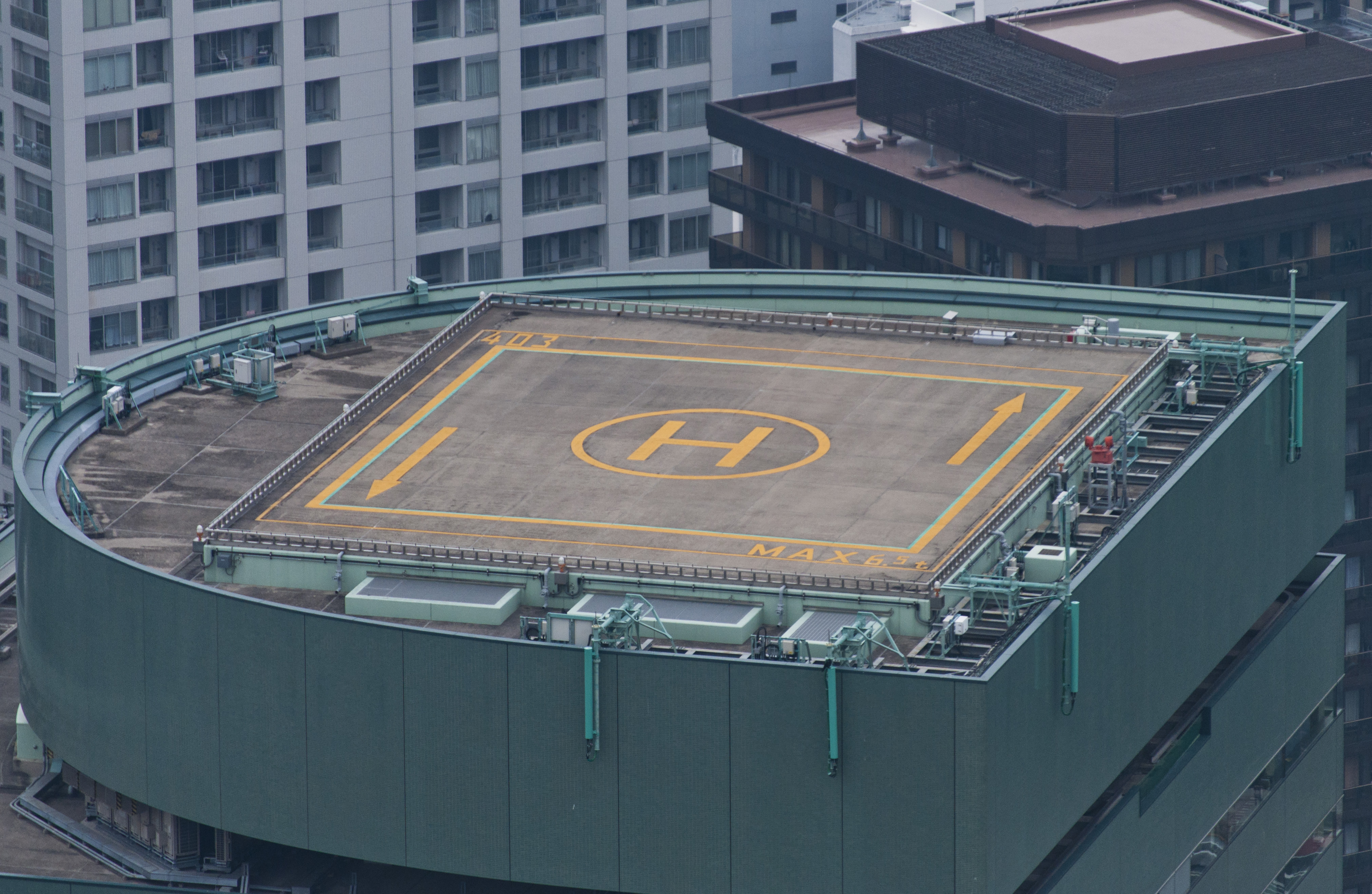
新宿グリーンタワービル屋上にあるヘリパッド。右下に最大許容重量表記がある。